# Mai Zetterling
Mai Zetterling (/maɪ seteɭɪŋ/, Mai Elizabeth Zetterling; Västmanland, 24 maggio 1925 – Londra, 17 marzo 1994) è stata un'attrice, regista, sceneggiatrice e scrittrice svedese.

## Biografia
Di bell'aspetto, visse per un periodo di tempo in Australia quando era ancora bambina. Studiò al Teatro Reale Drammatico di Stoccolma (1942).
Si sposò nel 1944 con Tutte Lemkow, attore e ballerino, da cui ebbe due figli, Etienne e Louis, e da cui divorziò nel 1953. Nel 1958 si risposò con lo scrittore David Hughes, che collaborò ad alcune sceneggiature della moglie. La loro unione terminò nel 1979.
Mai Zetterling morì di cancro a Londra nel 1994 a 68 anni.

## Carriera
Recitò nel cinema per oltre cinquant'anni, dal 1941 al 1993. Si impose al grande pubblico come protagonista del film Spasimo (1944), cui fece seguito la magistrale interpretazione di Passioni (1948), nel ruolo di Jeanne (episodio The Facts of Life). Fu Liz in Sesso, peccato e castità (1962) e Helga Eveshim, la nonna di Luke, nel film Chi ha paura delle streghe? (1990), adattamento per il cinema del romanzo Le streghe di Roald Dahl.
Come regista diresse l'episodio The Strongest nel film Ciò che l'occhio non vede (1973).

## Filmografia

### Attrice

#### Cinema
- La primula nera (Lasse-Maja), regia di Gunnar Olsson (1941)
- Jag dräpte, regia di Olof Molander (1943)
- Spasimo (Hets), regia di Alf Sjöberg (1944)
- Prins Gustaf, regia di Schamyl Bauman (1944)
- Iris fiore del nord (Iris och löjtnantshjärta), regia di Alf Sjöberg (1946)
- Sangue ribelle (Driver dagg faller regn), regia di Gustaf Edgren (1946)
- Frida, l'amante straniera (Frieda), regia di Basil Dearden (1947)
- Musica nel buio (Musik i mörker), regia di Ingmar Bergman (1948)
- Nu börjar livet, regia di Gustaf Molander (1948)
- Passioni (Quartet), regia di Ken Annakin, Arthur Crabtree, Harold French e Ralph Smart (1948)
- Nebbie del passato (Portrait from Life), regia di Terence Fisher (1949)
- Lord Byron (The Bad Lord Byron), regia di David MacDonald (1949)
- The Lost People, regia di Muriel Box e Bernard Knowles (1949)
- The Romantic Age, regia di Edmond T. Gréville (1949)
- Blackmailed, regia di Marc Allégret (1951)
- Hell Is Sold Out, regia di Michael Anderson (1951)
- Tall Headlines, regia di Terence Young (1952)
- L'uomo dai cento volti (The Ringer), regia di Guy Hamilton (1952)
- I disperati (Desperate Moment), regia di Compton Bennett (1953)
- Un pizzico di follia (Knock on Wood), regia di Melvin Frank e Norman Panama (1954)
- Il grido del sangue (Dance Little Lady), regia di Val Guest (1955)
- Oro (A Prize of Gold), regia di Mark Robson (1955)
- Ett dockhem, regia di Anders Henrikson (1956)
- La settima onda (Seven Waves Away), regia di Richard Sale (1957)
- The Truth About Women, regia di Muriel Box (1957)
- Lek på regnbågen, regia di Lars-Eric Kjellgren (1958)
- Super jet 709 (Jet Storm), regia di Cy Endfield (1959)
- La gang del kimono (Piccadilly Third Stop), regia di Wolf Rilla (1960)
- Faces in the Dark, regia di David Eady (1960)
- Colpo sensazionale (Offbeat), regia di Cliff Owen (1961)
- Sesso, peccato e castità (Only Two Can Play), regia di Sidney Gilliat (1962)
- La grande attrazione (The Main Attraction), regia di Daniel Petrie (1962)
- The Bay of St. Michel, regia di John Ainsworth (1963)
- L'uomo che morì tre volte (The Man Who Finally Died), regia di Quentin Lawrence (1963)
- Lianbron, regia di Sven Nykvist (1965)
- Mon coeur est rouge, regia di Michèle Rosier (1976)
- L'agenda nascosta (Hidden Agenda), regia di Ken Loach (1990)
- Chi ha paura delle streghe? (The Witches), regia di Nicolas Roeg (1990)
- Morfars resa, regia di Staffan Lamm (1993)

#### Televisione
- Studio One – serie TV, episodi 7x18 (1955)
- BBC Sunday-Night Theatre – serie TV, episodi 6x47-7x11 (1955-1956)
- The Errol Flynn Theatre – serie TV, episodi 1x09-1x25 (1956-1957)
- Chelsea at Nine – serie TV (1957)
- Television World Theatre – serie TV, episodi 1x09 (1958)
- ITV Television Playhouse – serie TV, episodi 3x33 (1958)
- My Wife and I – serie TV, 11 episodi (1958)
- Armchair Theatre – serie TV, episodi 1x15-3x41 (1956-1959)
- The Third Man – serie TV, episodi 1x12-2x02 (1959)
- L'uomo invisibile (The Invisible Man) – serie TV, episodi 2x04 (1959)
- Interpol Calling – serie TV, episodi 1x07 (1959)
- The Four Just Men – serie TV, episodi 1x12 (1959)
- Gioco pericoloso (Danger Man) – serie TV, episodi 1x12 (1960)
- Saturday Playhouse – serie TV, episodi 1x65 (1961)
- Undicesima ora (The Eleventh Hour) – serie TV, episodi 1x12 (1962)
- Jackanory – serie TV, 11 episodi (1966)
- ITV Play of the Week – serie TV, episodi 11x27 (1966)
- A Touch of Venus – serie TV, episodi 2x05 (1969)

### Regista

#### Cinema
- The War Game - cortometraggio (1962)
- Gli amorosi (Älskande par) (1964)
- Giochi di notte (Nattlek) (1966)
- Le ragazze (Flickorna) (1968)
- Doctor Glas (Doktor Glas) (1968)
- Ciò che l'occhio non vede (Visions of Eight) (1973)
- Månen är en grön ost (1977)
- Love (1982)
- Scrubbers (1983)
- Amorosa (1986)
- Sunday Pursuit - cortometraggio (1990)

#### Televisione
- Lords of Little Egypt: Mai Zetterling Among the Gypsies (1961)
- Omnibus – serie TV, episodi 6x04 (1972)
- I viaggiatori delle tenebre (The Hitchhiker) – serie TV, episodi 2x04-2x09-2x10 (1985)
- Le nuove avventure di Guglielmo Tell (Crossbow)  – serie TV, episodi 3x16-3x18-3x22 (1989)
- Chillers – serie TV, episodi 1x04-1x10 (1990)

## Riconoscimenti
- 1972, BAFTA, miglior programma specialistico per: Vincent The Dutchman – Van Gogh (Omnibus)[1], 1967
- 1986, Lübeck Nordic Film Days per Amorosa, 1986[2]
- 1987 Guldbagge - Candidata a miglior regista per Amorosa

## Doppiatrici italiane
- Rosetta Calavetta in Un pizzico di follia, Oro
- Rina Morelli in Frida, l'amante straniera
- Flaminia Jandolo in Chi ha paura delle streghe?
- Isabella Pasanisi in Musica nel buio (doppiaggio tardivo)